# Pave Spike

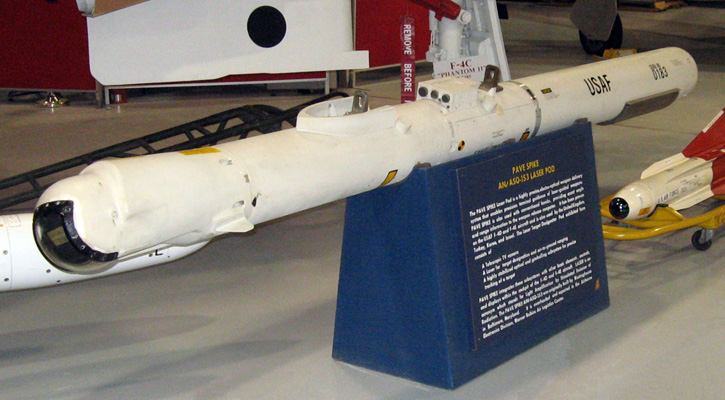
Pave Spike

AN/AVQ-23 (AN/ASQ-153) Pave Spike – amerykański zasobnik celowniczy firmy Westinghouse, przeznaczony dla samolotów McDonnell Douglas F-4 Phantom II D/E United States Air Force.

## Historia
Pave Spike zastąpił wcześniejszy zasobnik celowniczy Pave Knife, zadaniem zasobnika jest naprowadzanie kierowanych laserowo bomb Paveway lub innego sterowanego w tym trybie uzbrojenia na wykryte i zidentyfikowane cele. Zasobnik posiadał laserowy wskaźnik celów i kamerę telewizyjną, z której obraz wyświetlany był na monitorze umieszczonym w kabinie samolotu.

## Służba
Pave Spike był montowany na lewym, przednim, podkadłubowym węźle uzbrojenia przeznaczonego pierwotnie dla pocisków AIM-7 Sparrow w samolocie F-4. W latach 1974–1978 zakupiono 156 zasobników. W 1979 roku Pave Spike w wersji AN/AVQ-23E został zakupiony przez RAF dla samolotów Blackburn Buccaneer. Tuzin tak wyposażonych samolotów został wysłany przez Wielką Brytanię do Arabii Saudyjskiej podczas pierwszej wojny w Zatoce Perskiej.